# Winner (film)
Pour les articles homonymes, voir Winner.
Pour plus de détails, voir Fiche technique et Distribution.
Winner est une comédie dramatique noire américano-canadienne réalisée par Susanna Fogel et sortie en 2024. Le scénario, écrit par Kerry Howley (en), s'inspire de l'un de ses articles et raconte la vie de la lanceuse d'alerte Reality Winner, interprétée dans le film par Emilia Jones.

## Synopsis
Reality Winner divulgue un rapport des services de renseignement sur l'ingérence russe dans les élections américaines de 2016.

## Fiche technique
- Titre original : Winner
- Réalisation : Susanna Fogel
- Scénario : Kerry Howley (en), d'après son article Who Is Reality Winner?
- Musique : Heather McIntosh
- Photographie : Steve Yedlin
- Montage : Joseph Krings (de)
- Costumes : Anastasia Magoutas
- Production : Scott Budnick (en), Susanna Fogel, Julie Goldstein, Amanda Phillips, Shivani Rawat
- Direction artistique : Kathy McCoy
- Pays de production :  États-Unis,  Canada
- Langue originale : anglais
- Format : couleur
- Genre : comédie dramatique, biographie
- Durée : 103 minutes
- Dates de sortie : 
  - États-Unis : 20 janvier 2024 (festival de Sundance)
  - États-Unis : 13 septembre 2024 (sortie limitée en salles et vidéo à la demande)[2]

## Distribution
- Emilia Jones : Reality Winner
- Annelise Pollmann : Reality Winner, jeune
- Kathryn Newton : Brittany Winner
- Averie Peters : Brittany Winner, jeune
- Connie Britton : Billie Winner
- Zach Galifianakis : Ron Winner
- Danny Ramirez : Andre
- Leah Gibson (en) : Jennifer Solari
- Adam Hurtig : l'agent Justin Garrick
- Shannon Berry (en) : KayLee Thompson

## Production
Décrit comme un biopic sombre et comique, il est confirmé qu'Emilia Jones incarnera la lanceuse d'alerte Reality Winner à partir d'un scénario écrit par Kerry Howley (en) basé sur son propre article du magazine New York paru en 2017, Who Is Reality Winner?, avec Susanna Fogel comme réalisatrice. Il s'agit de la deuxième collaboration entre Fogel et Jones après Cat Person.
En octobre 2022, il est confirmé que le tournage principal avait commencé avec Connie Britton et Zach Galifianakis jouant les parents de Reality Winner et Kathryn Newton, sa sœur. En mai 2023, il est révélé que Shannon Berry (en) faisait partie du casting.

### Tournage
Le tournage débute dans la région de Winnipeg et ailleurs au Manitoba, et s'est terminé le 21 novembre 2022.

## Sortie et accueil
L'avant-première a lieu au festival du film de Sundance 2024 le 20 janvier 2024.